# Apodibius
Genre
Apodibius est un genre de tardigrades de la famille des Isohypsibiidae.

## Liste des espèces
Selon Degma, Bertolani et Guidetti, 2014 :
- Apodibius confusus Dastych, 1983
- Apodibius nuntius Binda, 1984
- Apodibius richardi Vargha, 1995

## Publication originale
- Dastych, 1983 : Apodibius confusus gen. n. sp. n., a new water-bear from Poland (Tardigrada). Bulletin of the Polish Academy of Sciences Biology, vol. 31, no 1/12, p. 41-46.